# TEAM (TEAM SHACHIのアルバム)
『TEAM』（チーム）は、TEAM SHACHIの1stアルバム。2022年2月16日にunBORDE（ワーナーミュージック・ジャパン）から発売される。

## 概要
TEAM SHACHI（チームシャチ）が2022年2月16日にリリースするアルバム。TEAM SHACHI名義での1stフル・アルバムである。
チームシャチ盤＜通常盤＞、HORIZON盤＜初回限定盤＞、秋本帆華盤＜完全生産限定＞、咲良菜緒盤＜完全生産限定＞、大黒柚姫盤＜完全生産限定＞、坂本遥奈盤＜完全生産限定＞、はちゃめちゃ！豪華盤＜FC限定盤（完全生産限定）＞の7形態で発売される。
アニメ「ドールズフロントライン」エンディングテーマ『HORIZON』などを収録。
楽曲『Rainbow』はCBCラジオ「いっしょに歌お！CBCラジオ 2月のうた」。

## 収録曲
全形態に収録されるのは13曲
| #   | タイトル                                  | 作詞                     | 作曲                                                           | 編曲                                                                    |
| --- | ----------------------------------------- | ------------------------ | -------------------------------------------------------------- | ----------------------------------------------------------------------- |
| 1.  | 「POSITIVE BEAUTIFUL!〜後ろ向きま宣言〜」 | おかもとえみ（フレンズ） | PARKGOLF                                                       | PARKGOLF                                                                |
| 2.  | 「HORIZON」                               | 岡田マリア 山森大輔      | 平出悟 山森大輔                                                | 平出悟                                                                  |
| 3.  | 「番狂わせてGODDESS」                     | 浅野尚志                 | 浅野尚志                                                       | 浅野尚志                                                                |
| 4.  | 「AWAKE」                                 | 岡田マリア               | 山森大輔                                                       | 山森大輔                                                                |
| 5.  | 「Rocket Queen feat. MCU」                | 新藤晴一 MCU（RAP詞）    | 本間昭光                                                       | 山森大輔                                                                |
| 6.  | 「SURVIVOR SURVIVOR」                     | 岡田マリア MCU（RAP詞）  | Josef Melin Agnes Grahn                                        | Josef Melin Agnes Grahn 山森大輔                                        |
| 7.  | 「MAMA」                                  | 小川貴史 MCU（RAP詞）    | Viktor Strand Ida Pihlgren Chantal Richardson Paulina Cerrilla | Viktor Strand Ida Pihlgren Chantal Richardson Paulina Cerrilla 山森大輔 |
| 8.  | 「JIBUNGOTO」                             | 岡田マリア MCU（RAP詞）  | Face 2 fAKE                                                    | Face 2 fAKE                                                             |
| 9.  | 「HONEY」                                 | 小出佑介                 | YCM                                                            | 生田真心                                                                |
| 10. | 「かなた」                                | 小川貴史                 | Tsujiken                                                       | Tsujiken                                                                |
| 11. | 「こだま」                                | 浅野尚志                 | 浅野尚志                                                       |                                                                         |
| 12. | 「Rock Away」                             | 日高央                   | 日高央                                                         | 山森大輔                                                                |
| 13. | 「Today」                                 | いしわたり淳治           | シライシ紗トリ                                                 | シライシ紗トリ                                                          |

### ボーナストラック
上記13曲に加え、「チームシャチ盤」「HORIZON盤」「はちゃめちゃ！豪華盤」には共通のボーナストラック「Rainbow」が収録される。
ソロ仕様盤（秋本帆華盤、咲良菜緒盤、大黒柚姫盤、坂本遥奈盤）には「Rainbow」に代わりメンバーソロ曲が1曲ずつボーナストラックとして収録される。
Rainbow
チームシャチ盤、HORIZON盤、はちゃめちゃ！豪華盤のみ収録
作詞・作曲：youth case、編曲：mugen
まってるね
秋本帆華盤のみ収録
作曲：川嶋あい、作詞：秋本帆華、編曲 : 加部輝
One way LOVE...?
咲良菜緒盤のみ収録
作詞：春日章宏、作曲・編曲：前田佑
One-One-Love
大黒柚姫盤のみ収録
作詞・作曲・編曲：浅野尚志
Bunny
坂本遥奈盤のみ収録
作詞・作曲・編曲：岩崎慧

## 販売形態
TEAM [チームシャチ盤]＜通常盤＞
WPCL-13358
CD（「TEAM」CD14曲）
TEAM [HORIZON盤]＜初回限定盤＞
WPZL-31932/4
CD（「TEAM」CD14曲）
CD「浅野EP」3曲Ver.（「恋人はスナイパー（TEAM SHACHI ver.）」「抱きしめてアンセム（TEAM SHACHI ver.）」「乙女受験戦争（TEAM SHACHI ver.）」）
BD（ライブ映像：「”OVER THE HORIZON ～はちゃめちゃ！パシフィコ！～”」本編＋「HORIZON」MV＋「HORIZON」MVメイキング）
生写真（パターンA全12種から1枚をランダム封入）
TEAM [秋本帆華盤]＜完全生産限定＞
WPZL-31935/6
CD（「TEAM」CD 秋本帆華「まってるね」収録ver. 14曲）
BD（「”ONLY THE HORIZON 〜推しカメ！パシフィコ！〜” 秋本帆華 ver.」）
生写真（パターンB「秋本帆華」ソロ写真全3種から1枚をランダム封入）
TEAM [咲良菜緒盤]＜完全生産限定＞
WPZL-31937/8
CD（「TEAM」CD 咲良菜緒「One way LOVE…?」収録ver. 14曲）
BD（「”ONLY THE HORIZON 〜推しカメ！パシフィコ！〜” 咲良菜緒 ver.」）
生写真（パターンB「咲良菜緒」ソロ写真全3種から1枚をランダム封入）
TEAM [大黒柚姫盤]＜完全生産限定＞
WPZL-31941/2
CD（「TEAM」CD 大黒柚姫「One-One-Love」収録ver. 14曲）
BD（「”ONLY THE HORIZON 〜推しカメ！パシフィコ！〜” 大黒柚姫 ver.」）
生写真（パターンB「大黒柚姫」ソロ写真全3種から1枚をランダム封入）
TEAM [坂本遥奈盤]＜完全生産限定＞
WPZL-31939/40
CD（「TEAM」CD 坂本遥奈「Bunny」収録ver. 14曲）
BD（「”ONLY THE HORIZON 〜推しカメ！パシフィコ！〜” 坂本遥奈 ver.」）
生写真（パターンB「坂本遥奈」ソロ写真全3種から1枚をランダム封入）
TEAM [はちゃめちゃ！豪華盤]＜FC限定盤（完全生産限定）＞
WPZL-60013/7
CD（「TEAM」CD14曲）
2CD（「”OVER THE HORIZON ～はちゃめちゃ！パシフィコ！～”」ライブ音源）
CD（「浅野EP+」CD 5曲ver.）
BD（ライブ映像：「”OVER THE HORIZON ～はちゃめちゃ！パシフィコ！～”」／メイキング映像：「ROAD TO パシフィコ！」／オーディオコメンタリー：「”お声 THE HORIZON 〜わちゃわちゃ！パシフィコ！〜”」／特典映像：「恋人はスナイパー」SPOT〜幻のSTAGE at 名古屋城金シャチ特別展覧〜／「ASANO session 〜TEAM SHACHIの下に素敵な絨毯を敷いてみたら、素敵なトークと歌声が生まれました〜」）
豪華盤限定デザインTシャツ
生写真計28種（パターンA生写真：全12種／パターンB生写真：全12種／豪華盤限定生写真：全4種）